# Baga de Fontguineu
La Baga de Fontguineu és una obaga del terme municipal de Sant Quirze Safaja, a la comarca del Moianès.
Està situada a la part central-meridional del terme del poble de Bertí, en el vessant nord del Puig Descalç, a l'esquerra del Sot de Querós, a prop i a l'est-sud-oest del petit nucli de Bertí, on hi ha Ca l'Escolà, Cal Magre i l'església de Sant Pere de Bertí.